# Cleomenes tenuipes
Cleomenes tenuipes là một loài bọ cánh cứng trong họ Cerambycidae.